# Chimarra mindanensis
Chimarra mindanensis är en nattsländeart som beskrevs av Wolfram Mey 1998. Chimarra mindanensis ingår i släktet Chimarra och familjen stengömmenattsländor. Inga underarter finns listade i Catalogue of Life.